# RIK Sat
RIK Sat est une chaîne de télévision publique chypriote, diffusant par voie satellitaire ainsi que sur différents réseaux câblés. 
Émanation de la compagnie nationale de radio-télévision Société de radiodiffusion de Chypre (RIK), elle reprend une partie des émissions des deux chaînes de télévision diffusées sur le réseau hertzien, RIK 1 et RIK 2.

## Présentation
Émettant par satellite ainsi que sur certains réseaux câblés, elle a pour vocation de servir de lien entre les chypriotes habitant sur le territoire national et ceux de la diaspora. Grâce à un accord signé avec la compagnie de radio-télévision grecque ERT (Ελληνική Ραδιοφωνία Τηλεόραση), certaines émissions de RIK Sat sont reprises sur la chaîne satellitaire grecque ERT World, à commencer par le journal télévisé, qui est ainsi relayé dans le monde entier.
En 2010, la diffusion de RIK Sat reste limitée à l'Europe et au Moyen-Orient, régions où l'on peut capter les émissions de la chaîne via les satellites Hot Bird (13° est) et Hellas Sat (39° est).
RIK Sat émet 24 heures sur 24, les émissions régulières étant diffusées de 6 heures à 1 heure du matin. La programmation de RIK Sat est celle d'une chaîne généraliste, mêlant dans sa grille des programmes séries, variétés, bulletins d'information et émissions politiques issues en majorité de la première chaîne chypriote RIK 1.
La majorité des émissions sont diffusées en grec, mais certaines émissions reprises de RIK 2 sont diffusées en turc et en anglais. Ainsi, outre les retransmissions des journaux télévisés de la première chaîne, RIK Sat diffuse également en seconde partie de soirée un bulletin d'information dans chacune de ces deux langues. 
Le dimanche, la chaîne diffuse des émissions religieuses, parmi lesquelles la messe ou liturgie divine (Θεία Λειτουργία) et le programme Évangile et vie (Ευαγγέλιο και ζωή).

## Identité visuelle (logo)

Logo de RIK Sat de 2000 à 2008.
Logo de RIK Sat de 2008 au 28 janvier 2015.
Logo de RIK Sat du 29 janvier 2015 à 2017.
Logo de RIK Sat depuis 2017.